# Lophophytum weddellii
Lophophytum weddellii är en tvåhjärtbladig växtart som beskrevs av Joseph Dalton Hooker. Lophophytum weddellii ingår i släktet Lophophytum och familjen Balanophoraceae. Inga underarter finns listade i Catalogue of Life.